# Pecsétírás
Pecsétírásnak nevezik a kínai írás legkorábbi emlékeit képviselő, jóslócsontokon látható jóslócsont-írás későbbi változatát, amely már a Sang (Sang)-korból származó rituális bronzedények vésett feliratain is megjelenik. Jellemzően a Csou (Zhou)-dinasztia korában használt úgynevezett nagy pecsétírás valamennyi változatának, illetve az i. e. 3. század végén, a Csin (Qin)-dinasztia idején végrehajtott, az írásmódok egységesítését célzó központi írásreform során megalkotott úgynevezett kis pecsétírásnak az összefoglaló neve.

## Elnevezése
Az írásfajta elnevezésének eredete bizonytalan. A leggyakrabban használt nevében (csuan-su (zhuanshu) 篆書) szereplő csuan (zhuan) 篆 írásjegy jelentése: 'pecsét', míg a su (shu) 書 ebben az összetételben 'írás' jelentéssel rendelkezik. A szakirodalom régen és ma is más elnevezéseken is hivatkozik rá, pl.:
- csuan-ven (zhuanwen) 篆文 – 'pecsét' + 'minta' = pecsétírás
- csuan-ti (zhuanti) 篆體 – 'pecsét' + 'test' = pecsétstílus

## Kialakulása

### Nagy pecsétírás
A kínai történetírói hagyomány szerint a számtalan változatban létezett írásjegyek első kanonizálását a Csou (Zhou)-ház egyik uralkodója, Hszüan (Xuan) 宣 király (i. e. 827–782) rendelte el, a feladattal pedig a „Történész” Csou (Zhou)t (Si Csou (Shi Zhou) 史籀) bízta meg. Így született meg a kínai írás „Csou (Zhou) írásának” nevezett változata, amelyet az utókor a „nagy pecsétírás” néven ismer és tart számon.

### Kis pecsétírás
A Kínát i. e. 221-ben egyesítő Csin (Qin) állam uralkodója, a Csin Si Huang-ti (Qin Shi Huangdi) néven trónra lépő Első Császár az írást is szabványosítani kívánta (tung ven-su (tong wenshu) 同文書). A szabványosított csin (qin)-pecsétírás (csin-ven (qinwen) 秦篆) kidolgozásával a főminiszterét, Li Szé (Li Si)t bízta meg. Li Sze (Li Si) az addig használatban lévő írásjegyek mintegy felét eltöröltette, a megmaradtak felét pedig nem csak grafikus formájukban, hanem akár struktúrájukban is átszerkesztette, s az új írás a kis pecsétírás nevet kapta.
A kis pecsétírás elvitathatatlan érdeme, hogy átgondolt, összefogott rendszert alkotott a kínai írásjegyek szabványosított formai megjelenítésére. A hátránya azonban, hogy ez még mindig magában hordozta a karcolással, véséssel kialakított formajegyeket, és ezért nehézkes volt az ecsettel történő írása. A kis pecsétírást a Csin (Qin)-dinasztia bukását követően a Han-korban az ecsetírásra kidolgozott, úgynevezett „kancellár írás” váltotta fel, és ezzel véget ért a pecsétírások kora.